# 学校を出よう!
『学校を出よう!』（がっこうをでよう!）は、谷川流による日本のライトノベル。イラストは蒼魚真青。電撃文庫（メディアワークス）より2003年6月から刊行されている。本作の第1巻は『涼宮ハルヒの憂鬱』（『涼宮ハルヒシリーズ』第1巻）と同日発売であり、谷川にとっての文庫デビュー作品となっている。『このライトノベルがすごい！2005』では作品部門で第21位を獲得している。
第6巻を以てこのシリーズはひとまず区切りがついているが『ボクのセカイをまもるヒト』第1巻のあとがきにおいてまだストーリーの構想があることが示唆されている。第6巻発売から4年近く経過した2008年9月27日に発売された『電撃文庫MAGAZINE増刊』に書き下ろし新作の短いエピソード『学校を出よう! The Destructive Element』が掲載された。

## あらすじ
EMP能力と呼ばれる超能力を持った少年少女が強制的に収容される学園のひとつ、第三EMP学園。
能力者でもない普通の人間である高崎佳由季は、EMP能力を持った妹の幽霊・春奈に取り憑かれ、6年間も学園に閉じ込められていた。既に非日常が日常になってしまっている佳由季は、いつか学園の外に出て現実に戻ることを夢見ていた。
そんなある日、学園の外でEMP能力者の無意識によって生み出される怪物、想念体が暴れ出した。生徒会から普通の人間ということで捜査を依頼された佳由季は、春奈と供に学外へと久々に赴く。だが、そこにハグレEMP能力者集団の抜水優也が現れた。彼が言うには、事件の陰には春奈の存在が絡み、学園の生徒会は何かを隠していると言う。
ストーリーが進むに従い、EMP能力の発現の理由や春奈の死、大規模な平行世界を利用した「上位世界」の存在が明かされるようになり、主人公達はそれに巻き込まれていく。

## 主な登場人物
高崎佳由季（たかさき よしゆき）
本作の主人公。第三EMP学園の高等部2年生。男子寮B棟（第3巻以降はC棟）の寮長。17歳。春奈と若菜の兄。
学園において、教師を除き唯一EMP能力を持っていない一般人だが、EMP能力を持つ妹春奈に憑かれていたために、中等部進学と同時に第三EMP学園に入る。寮長としての人望はあるが、普通の生徒たちには春奈を恐れて敬遠され、真琴や茉衣子、宮野といった変人とばかり付き合っている。6年前の事件以降の非日常生活で、いわゆる人間らしい感情や欲望が極めて少なくなったと周囲に言われ、春奈がいなくなってからはさらにその傾向が強まる。非日常空間となっている学園から出たがっているが、春奈がいなくなってからも学園に残る。第1巻の冒頭でルームメイトがいなくなり一人部屋になるが、第3巻以降は自分の寮から出入り禁止処分をくらった宮野が住み着く。
主人公。だが、第2巻に出番はなく、第3、4巻では影が薄い。
高崎春奈（たかさき はるな）
佳由季の妹で、若菜とは双子の姉妹。6年前に交通事故で死亡したが、幽霊となって佳由季に取り憑く。
持っているEMP能力は、強力な「不可視障壁」を張り巡らせる力と、ポルターガイスト現象とも称される「念動力」。障壁は学園最強レベルと言われるが、防御力は若菜のそれに及ばない。佳由季の精神防御も担うが、真琴ら強力な感応者の前では無力。
幽霊にも関わらず外見は成長しているが、精神年齢は死亡当時のままでイタズラ好き。生きていれば高校1年生になるハズだが、何故か実家近くの中学校のセーラー服を着た姿で現れる。物質を伴う存在ではないので、触れたり音を出したりはできず、身体も服も半透明で暗闇ではうっすら光る。完全透明化も可能。かなり嫉妬深い性格で、佳由季に女の子が触れることを許さない。例外は肉親である若菜と防御不可能な真琴。若菜の肉体を乗っ取ることもできるが、精神防御されると不可能。佳由季の思考は少しだけ読め、対話は佳由季および同化している際の若菜とだけ思念でできる。第1巻の終盤でいなくなるが、その後も佳由季と若菜に心理的な影響を与え続ける。
高崎若菜（たかさき わかな）
第三EMP学園の高等部1年生。佳由季の妹で、春奈とは双子の姉妹。
持っているEMP能力は、物理的にも精神的にも最強の「不可視障壁」を自分の周囲に張り巡らす力。防御力は春奈のそれよりも上だが、春奈と違い攻撃には一切使えず、本人は「ばりやー」と呼んでいる。
裏表のない非常に澄んだ明るい性格の持ち主。つまり能天気で天真爛漫。幼い頃から春奈と自分を同一視する傾向があり、春奈がいなくなってからは春奈の性格を一部引き継いだ節がある。茉衣子とは寮のルームメイト。
光明寺茉衣子（こうみょうじ まいこ）
第三EMP学園の高等部1年生。生徒自治会保安部対魔班および妖撃部に所属。理容クラス。
持っているEMP能力は、蛍火のような球体を対象に発射し爆発させる力。想念体のみに通用するものと対人用との、2種類を使い分けられる。破壊に特化した能力であるため対魔班に所属している。
対魔班では宮野と白黒コンビを組み、いつも振り回されている。制服ではなくゴシックロリータ調の黒衣を常に身に纏い、傲岸不遜で大時代的な物言いをする。プライドが高く自身の無謬性を信じており、屁理屈を並べ立ててでも我を通そうとする。合理主義者を標榜し感情的なことを嫌う傾向にあるが、本人の感情表現は特に怒の面で非常に豊か。宮野のことは徹頭徹尾心底嫌悪しているが、真琴と並列で語るほどの絶対的な信頼を寄せてもいる。所属する妖撃部（ようげきぶ）は魔術を扱うサークル。若菜とは中等部時代から寮のルームメイトで、親友兼ヘアカットモデル。
全巻に登場するレギュラー。3、4巻では主人公を務める。
宮野秀策（みやの しゅうさく）
第三EMP学園の高等部2年生。生徒自治会保安部対魔班および黒夢団（こくむだん）に所属。黒夢団は怪しげな黒魔術研究をしているサークル。
持っているEMP能力は、物体を召喚する力など魔術に属する強力なもので、「ブラック・アーティスト」とも呼ばれる。どこにでも黒い魔法円を描け、そこから黒い触手を召喚し対象を攻撃・捕縛することができる。捕獲に適した能力であるため対魔班に所属し、班長を務める。研鑽によりEMP能力を高めているが、精神感応能力系は不得手。また本来のEMP能力である無意識に真相をかすめ取る力によって、異様に直感が冴え、世界の枠外にまで干渉できる。
対魔班では茉衣子と白黒コンビを組み、尊大な物言いかつ傍若無人な振る舞いで茉衣子だけでなく周囲全てを振り回す。絶対の自信家で、他人の悪意も好意と曲解する思考をもつ。自分が面白いと思うことを追求するため度々トラブルを起こすが、その飽くなき探究心・向上心は世界の枠組みにまで及ぶ。茉衣子のことを非常に気に入っており、硬軟織り交ぜた求愛行動をよくとっている。
茉衣子よりも頭三つほど高い長身。また見た目以上に筋肉質であり、人を片手で抱えたまま行動しても息すら上がらない程の体力を持つ。髪は白髪ボサボサの鳥の巣頭。「邪悪な仏顔」と称されるアルカイックスマイルを常に浮かべている。夏でも着込んでいる白衣がトレードマーク。大食漢。独特の味覚を持ち、調味料を山盛りにする癖がある。また、各寮のマスターキーを何故か入手しており、他人の部屋に忍び込んで備蓄食糧を勝手に食べることも多い。
茉衣子同様、全巻に登場するレギュラー。第4巻以降は影の主人公的ポジション。第5、6巻では度々事件の「真相」に肉薄、その度に上位世界からの干渉を受け続けた。
縞瀬真琴（しませ まこと）
第三EMP学園の高等部2年生。生徒自治会で書記および日比木消失後の会長代理を務める。女子寮A棟の寮長。
持っているEMP能力は、AAA級と称される非常に強大な「テレパス」（読心感応能力）。思考を読むだけでなく、相手の精神ひいては身体を制御することも可能。
佳由季に対しニンフォマニアのような言動を事あるごとにしているが、多分に狂言回し的な側面があり、佳由季には本気だと思われていない。破滅的な言動と強力過ぎる能力から一般の生徒には畏怖されているが、佳由季や茉衣子など親しい人達からは絶大な信頼を寄せられている。そのため第三EMP学園のジョーカー的存在で、彼女に頼らずには物事は解決しないが、ひねくれ者でイヤガラセが趣味のため一筋縄ではいかない。本人はその事実を心底嫌がっているが優弥の妹で、〈奈落の黙示録〉（アポカリプス）というコードネームでかつて呼ばれていた。
日比木朋久（ひびき ともひさ）
第三EMP学園の生徒自治会長。
PSYネットから生まれた、第三EMP学園の生徒たちの無意識の集合。その存在基盤により、相手に個性を感じさせない不思議な言動をする。真琴の力を借りて実体化し、強大な「サイバーテレパス」能力を誇っていたが、第1巻の終盤でPSYネットの消失により実体を失い、思念の残滓程度になってしまう。その後は真琴の意識の中に残留しており、時折真琴の体を借りて意志疎通を図る。
抜水優弥（ぬきみず ゆうや）
EMP学園に所属しないハグレEMP能力者。真琴の兄だが年子で同学年。兄妹仲は非常に悪い。
持っているEMP能力は、真琴に匹敵する強力な「テレパス」と想念の炎を自在に操る力など多岐に渡る。
非合法なEMP能力者組織に所属し、〈水星症候群〉（メルクリウス・シンドローム）の二つ名をもつ。指導者的立場にあり、管轄は主に第三EMP学園。道化師的なキャラクターで、不意に佳由季の前に現れ、物語と一見無関係な思考実験を披露したり、厭世的・退廃的な物言いをすることが多い。
所属組織はEMP能力者の自由や社会的立場を求めており、国家レベルの徹底隠匿管理に反抗するレジスタンスの様相を呈する。宮野曰く目指す終着点は同じだが、とる方法が違うためにEMP学園側と衝突する。
蒼ノ木類（あおのき るい）
第三EMP学園の高等部1年生。第3巻から登場。
持っているEMP能力は、「猫使い」という猫相手限定のテレパス。学園には猫がいないため、使いどころは全くない。
ルームメイトだった侑里の消失について妖撃部に相談に来て以来、何かと茉衣子を頼るようになる。事件の真相が判明した後、妖撃部に入部する。

### 各巻登場人物
神田健一郎（かんだ けんいちろう）
第2巻の主人公。EMP学園ではなく一般の学校に通う16歳の高校1年生。
時間移動に巻き込まれて神田A（未来）、神田B（過去）、神田N（現在）と1人3役の活躍をする。隣家に住む幼馴染のユウキ・ミツキ姉妹とは微妙な関係。クロフという黒猫を飼っている。自身に起こった不可解な出来事を解決するため、同級生のサナエに協力を仰ぐ。
第4巻にも彼らしき人物が登場し、探し求めていた存在とニアミスをするシーンがある。
海老原ユウキ（えびはら ゆうき）
第2巻に登場。健一郎の幼馴染みで恋人。家は隣で高校も同じ（クラスは隣）。ある流派の武術を何年も習っており激情家で怒りを通り越して笑うしかない状態になったとき、とても魅力的な微笑を見せ、パンチ・キック・サブミッション・スープレックスなどの様々な技巧を主人公に仕掛ける（健一郎曰く「今期絶望」）。三つ下の妹、ミツキとは正反対な性格。6月10日の午後、妹が帰宅して「ケンくんが…」と言って泣きながらベッドに潜り込んだため、健一郎を問い詰める。母親は見かけも精神も若々しい年齢不詳の美人。
星名サナエ（ほしな さなえ）
第2巻に登場。神田のクラスメイトで超常現象研究会に所属する。所属どおりに超常現象に強い関心を寄せる、神田に言わせれば「変な女」。資産家の親をなくして高級マンションに一人暮らし。神田Aと神田Bの依頼に関心を持ち、協力することになる。
志賀侑里（しが ゆうり）
第3巻に登場。
持っていたEMP能力は、コンピューターネットワークにインターフェースなしでダイレクトアクセスできる感応力である「サイバーテレパス」。
類のルームメイトである彼女が女子寮D棟413号室から姿を消したことにより物語が始まる。
観音崎滋（かんのんざき しげる）
第3巻に登場。第三EMP学園の妖撃部に所属する高等部2年生。
持っていたEMP能力は、「引き寄せ」というアポーツ。遠くにある物体を手の中に引き寄せる力だが、何が出てくるか、また出てくるかどうかは本人にもわからない。
達観した物言いをし、巻き起こった騒動に関して茉衣子に度々助言する。
中嶋数花（なかしま かずか）
第4巻に登場。世界に対して違和感を覚え家出する17歳の少女。
インスペクタの警告によって第一、第二、第三EMP学園の各生徒会から捕獲役が派遣される。定期的に記憶と世界との齟齬を感じ続け、当てどなく街を彷徨う。
枕木庸市（まくらぎ よういち）
第4巻に登場。第一EMP学園の高等部2年生。生徒自治会保安部に所属。
持っているEMP能力は、想念の糸を生み出しそれを対象に繋げて操る力。
ピロシュカとマルギットという紅白の人形をお供にしている。仲嶋数花の追跡時に宮野らと敵対する。
蜩篤史（ひぐらし あつし）
第4巻に登場。第6巻でも声のみ登場。第二EMP学園の高等部1年生。生徒自治会保安部に所属。
持っているEMP能力は、周囲に比べ主観時間を超高速（60倍）に流れさせる「代謝加速能力」。他者からは目にも留まらぬ速さで動けるが、衝撃もその分増えるため、能力発動中の行動には細心の注意を要する。この能力は自身の肉体的損傷の早期回復等にも応用できるが、発動するごとに寿命を削ってしまう上、使用後は通常の30倍もの空腹感に襲われる。
第二EMP学園から仲嶋数花の追跡に派遣され、多鹿のパートナーを務め、宮野らと行動を共にする。真面目で熱血な直情型少年。多鹿に想われているが、茉衣子が容姿も性格もストライクゾーンど真ん中。事件解決後、宮野の甘い誘惑に飛びつき連絡を取ろうとするが、宮野にはいいようにあしらわれている。第６巻に、少しだけ出てくる。獅子丸とは寮のルームメイト。
喜夛高多鹿（きたたか たじか）
第4巻に登場。第二EMP学園の高等部2年生。生徒自治会保安部に所属。
持っているEMP能力は、山海経をモチーフにした「想念憑依具現能力」。物体に想念を宿らせ、異界の幻獣に変化させて操る。単純な攻撃のみならず、他人のダメージを和らげるような能力も有する。その強大なEMP能力は茉衣子をして宮野をも上回ると言わしめるほど。
第二EMP学園から仲嶋数花の追跡に派遣され、蜩のパートナーを務め、宮野らと行動を共にする。小学生とも称される幼い容姿と多幸症のような能天気さだが、実際は17歳と蜩よりも年上で、蜩を手玉にとる狡猾さも秘めている。天然同士なためか宮野と特に違和感なく付き合うことのできる稀有な人物。事件解決後、茉衣子とはメールで連絡を取り合う仲になる。
雨森日世子（あまもり ひよこ）
第5巻と第6巻に登場。第三EMP学園の高等部1年生。
6月にいなくなった侑里に代わって類のルームメイトとなる。彼女が生死不明の状態になっているところを類が発見し、物語が始まる。
新屋敷祈（あらやしき いのり）
第5巻と第6巻に登場。第三EMP学園の高等部1年生。生徒自治会保安部遊撃班に所属。
持っているEMP能力は、対象に接触して思念を伝える限定的なテレパスと、発した言葉が現実になる力。ただし後者の能力は危険過ぎるため封印されており、常に×マークの描かれたマスクを着けている。
実は三つ子であり、第一に「叶（かなえ）」という姉が、第二に「祝（いわい）」という妹がいる。また、叶は目隠しを、祝は耳栓を祈と同じ理由から常に着けている。（佳由季には「まるで三猿だな」と言われた。）
那岐鳥獅子丸（なきどり ししまる）
第5巻と第6巻に登場。第二EMP学園の生徒自治会保安部に所属。版によっては読みが"なぎどり"と記されている。
持っているEMP能力は、「祟られ屋」または「呪物使い」と称される、呪われたアイテムの妖力を吸収拡散する力。そのため常に趣味の悪い装飾品の形をした呪物を多数身に付けている。
フフフ笑いを絶やさず病的な印象を与えるが、言動はウィットに富み明るさも感じさせる。篤史とは寮のルームメイト。
冷泉光洋（れいせん こうよう）
第5巻と第6巻に登場。第1巻でも名前の明記はないが登場している。第三EMP学園の高等部1年生。生徒自治会執行部所属。持っているEMP能力の詳細は不明。
真琴の補佐を勤める。ツーポイントの眼鏡を着用。第6巻では一時的に生徒自治会会長代理補の役職につく。

### 上位世界
作品の舞台となる世界の上位に位置する世界の住人。作中世界を監視・閲覧しており、度々介入を行っている。
また、第5巻と第6巻ではこの三者による物語への介入をそのまま表記するメタフィクションの形をとっている。
インターセプタ 〈年表干渉者〉
対象や自身を時間移動させるEMP能力を持つ極めて特異な能力保持者。作品で舞台となっている世界出身であり、作中世界に時折姿を現して物語の根幹に大きく関わってくる。秀策の持つ可能性を肯定的に評価している。
初登場は第2巻。第4–6巻には連続して登場。
インスペクタ 〈高等監察院〉
第4巻で数花に関する警告メールを各EMP学園に送った存在。既存の枠組みに対し保守的。第5巻では秀策を危険視、その「抹消」を提言するに至る。
アスタリスク 〈自動干渉機〉
第5、6巻に登場。物語の進行に支障が生じた場合に、下位世界の住人に問題解決のきっかけを与える存在。「メトセラ」事件では、真琴、冷泉、宮野に働きかけ、収拾不可能な事態を強引に解決させた。
世界の真実が明らかになる可能性が出るなど観察側に不都合な出来事が起こると、時間を巻き戻しやり直させることもある（作中では宮野が幾度となく「早過ぎる」真相究明に至った為、インスペクタから度々この要請がなされていた）。インスペクタとインターセプタの意見が違った時は、双方を調整して判断を下す役割も持つ。

## 用語
EMP能力
10代の子供達に発現する超能力。何という言葉の略かは作中では明かされておらず、ESP（Extrasensory Perception：超感覚的知覚）との関連は不明。使用法や効果は千差万別で、誰にいつどのように発現するかは定まっていない。1人につき1種類と限定されているわけではなく、強弱も本来は固定されていないとされる。感応能力は比較的多くの能力者が有しているが、程度の差が大きく実用できる者は限られている。また能力は肉体に付随するのではなく、人格・精神に付随する。
この能力の発現は日本でのみ確認されており、その物理法則を無視した現象、発現のメカニズム、消失までの正確なスパンなどは解明されていない。EMP能力には容量があり使い切ると消失するという仮説があるが、有意なデータはあっても個々人の容量差が計測できず詳細は不明となっている。最初の発現者が現れてからは30年近くが経過し、また年々増加の割合が上がっており、作中の時代では数千人の能力発現者がいる。平均の発現年齢は14歳、消失年齢は18歳とされ、中学生以上のEMP能力者は、その能力が消失するまで中高大一貫校である『EMP学園』へ強制収用されることになる。国家機関による情報操作があるため、身内に能力者がいる者以外には実在が知られていない。
EMP学園
増え続けるEMP能力を持った子供達を収容するために設立された公立学校で、第一から第三の3つの兄弟校がある。EMP能力が発現した子供達は、ここで能力が消失するまで強制的に学生生活を送ることになるが、一部に学園から独立して生活する非合法な能力者もいる。寮完備で外出は滅多に許可されないため、隔離施設の様相を呈している。脱走者にはそれぞれの生徒会保安部追跡班から追跡者が派遣され、EMP能力を悪用して犯罪を犯すなどした場合は、『研究所』と呼ばれる更なる隔離施設に入れられる。
中等部、高等部、大学部まで存在し、能力の発現平均年齢から高等部の生徒数が最も多く、作中の主要舞台となるのは高等部のみ。教師の数（元EMP能力者または熱心な教育者）が不足しており、基本的にはモニタを通しての遠隔講義形式をとっている。能力消失後は学園での成績に応じて一般の学校の編入試験を受け、社会へ戻ることとなる。EMP能力自体と同じく、情報操作によって内実は一般には知られていない。
第一EMP学園は最初に設立されたEMP学園で、校風は『王道かつ保守本流』。第4巻の事件に関わる。
第二EMP学園は2番目に設立されたEMP学園で、校風は『野心的で向上心に溢れる』。第4巻以降の事件に関係してくる。
第三EMP学園は最も新しいEMP学園で、校風は『無気力な泡沫候補の集合』。物語の主要舞台となる。山をひとつ削って作られたため、かなりの広さをもつが、当初の予想人数よりも生徒数が増えているため、食事時の大食堂はひどい混雑状態に陥っている。第一、第二と比べ想念体の発生量が多い。
歴史の長さとプライド・能力の高さとが比例していると言われる。だが、作中ではほとんどが第三の生徒であるため詳細は不明で、茉衣子曰く第三には変人ばかりが集まっている。
想念体（そうねんたい）
EMP能力者が無意識に放射している余剰エネルギーによって生まれるモンスターのようなもの。知性的な行動を取るものは稀で、大抵は人間に対して悪意に満ちた行動をとる。そのため被害を防ぐべく、生徒自治会保安部対魔班によって即座に討伐されている。想念体には物理的な攻撃は通じず、EMP能力者の想念で相殺せねばならない。ただし何らかの物質を核に想念が宿っているため、想念体からの物理的な干渉には十分な衝撃が伴う。
また第3巻に出てくる、〈シム〉と呼ばれる人間と区別の付かない存在も、想念体であるとされる。
PSYネットワーク
サイキック・ネットワークの通称で、PSYネットと略される。EMP能力者の全意識を接続・集結して、絶対的な客観性を生み出す相互補助機構とされるが、作中で舞台となる世界では構築された直後に歪められ、機能不全に陥っている。詳細は不明だが正常に機能している平行世界も存在する。
また、「春奈が幽霊として存在できるのはPSYネットをエネルギー源として利用しているから」と日比木が説明するように、本来の目的とは異なる形でも利用できる。しかしそのためにPSYネットに歪みが生じ、世界に変調をきたす原因であるとされた。

## 既刊一覧
- 谷川流（著）・蒼魚真青（イラスト）、メディアワークス〈電撃文庫〉、既刊6巻（2004年10月10日現在）
  - 『学校を出よう! Escape from The School』、2003年6月25日初版発行（6月10日発売[5]）、ISBN 4-8402-2355-6
  - 『学校を出よう!（2） I-My-Me』、2003年8月25日初版発行（8月10日発売[6]）、ISBN 4-8402-2433-1
  - 『学校を出よう!（3） The Laughing Bootleg』、2003年10月25日初版発行（10月10日発売[7]）、ISBN 4-8402-2486-2
  - 『学校を出よう!（4） Final Destination』、2004年3月25日初版発行（3月10日発売[8]）、ISBN 4-8402-2632-6
  - 『学校を出よう!（5） NOT DEAD OR NOT ALIVE』、2004年9月25日初版発行（9月10日発売[9]）、ISBN 4-8402-2781-0
  - 『学校を出よう!（6） VAMPIRE SYNDROME』、2004年10月25日初版発行（10月10日発売[10]）、ISBN 4-8402-2828-0